# Adenanthos acanthophyllus
Adenanthos acanthophyllus (лат.) — кустарник, вид рода Аденантос (Adenanthos) семейства Протейные (Proteaceae), эндемик Западной Австралии.

## Ботаническое описание
Adenanthos acanthophyllus — кустарник высотой, как правило, от 2 до 3,5 м, но может достигать 6 м. Часто имеет много стеблей, растущих из единого лигнотубера. Черешковые листья веерообразные с тремя сегментами примерно 30 мм в длину и 30 мм в ширину. Цветёт с апреля по июнь розово-красными и зелёными цветками. Околоцветник до 27 мм в длину, тёмно-красный или бледно-красно-розовый и зелёный, с короткими и длинными волосками снаружи. Блестящий столбик около 35 мм со слегка опушённой завязью.
Широкие сегменты листьев имеют шипы. Листья напоминают листья представителей других Протейных, таких как Isopogon baxteri. Это самый северный вид рода Аденантос, обнаруженный на расстоянии более 80 км от ближайших известных популяций других видов рода.

## Распространение и местообитание
A. acanthophyllus — эндемик Западной Австралии. Он встречается в прибрежных районах округов Средне-Западный и Гаскойн в Западной Австралии, где растёт на песчаных почвах. Часто это доминирующее растение в тех областях, где оно встречается. Это также часть зарослей деревьев на пересечении Юго-Запада и ботанических провинций Эремей в зоне всемирного наследия Шарк.
В том же районе встречаются и другие виды: Eucalyptus beardiana, Grevillea rogersoniana, Acacia drepanophylla, Verticordia cooloomia, Eucalyptus roycei и Hakea stenophylla.

## Охранный статус
Международный союз охраны природы классифицирует природоохранный статус вида как «вымирающий».